# Station Skrzydlna
Station Skrzydlna is een spoorwegstation in de Poolse plaats Wola Skrzydlańska.